# 高田正二郎
高田 正二郎（たかだ しょうじろう、1913年1月13日 - 1989年7月4日）は、日本の洋画家、グラフィックデザイナー。

## 経歴
東京都日本橋区の寿司屋の次男として生まれる。
東京都立第三中学校在学中に日本パステル画会に入会、洋画家の矢崎千代治（やざき ちよじ）に師事。1929年卒業。
1930年頃に従兄で彫刻家の吉田久継（よしだ きゅうけい）や東京美術学校教授の島田佳矣（しまだ よしなり）、同助教授の千頭庸哉（ちかみ ようさい）にデザインや鉛筆画を学ぶ。
1931年、東京美術学校図案科入学。和田三造、広川松五郎に師事。
1932年に東京湾汽船、キッコーマンの広告懸賞に入選したのを皮切りに各コンクールで入賞・受賞を重ねる。
1938年、東京美術学校卒業。
1939年、光風会展で工芸賞受賞。
1943年、洋画家の中村研一に師事。
1945年、戦争美術展において「ビルマ進攻作戦開始」が奨励賞を受賞。
1946年、東京美術学校工芸科図案部講師。
1949年、日展特選受賞。光風会入会。この時期にはとバス社章、富士銀行行章、自衛官階級章をデザインした。
1955年、日本デザイン学会入会。
1957年、文部省在外研究員としてニューヨークのプラット・インスティテュートに留学。翌年欧州を歴遊。
1960年、東京芸術大学デザイン科助教授に就任。この時期に記念硬貨の原図を多く担当する。
1976年、同教授に就任。
1980年、東京芸大を定年退官して同大名誉教授に就任。同時期に福井大学、税務大学校講師や朝日広告賞などの審査員を務める。
1985年、山梨県立宝石美術専門学校校長に就任。1986年退任。
1989年7月4日、心不全のため死去。
経歴出典

## 戦争記録画について
1945年（昭和20年）、戦争美術展に出品した『ビルマ進攻作戦開始』が奨励賞を受賞（前述）。しかし戦後、この作品はGHQに軍国主義的であると判断されて他の作家の戦争画とともに没収。1970年（昭和45年）、アメリカ合衆国から無期限貸与の形で返還され、東京国立近代美術館に収蔵された。